# Tenbillion
Le Ten Billion (en japonais : テンビリオン (tenbirion)) est un casse-tête créé par Gunpei Yokoi en 1980 pour Nintendo.

## Principe
Le Ten Billion présente un principe similaire au Rubik's Cube. C'est un cylindre transparent à 6 étages et 5 colonnes contenant des billes de couleurs différentes. Les étages situés aux extrémités ne sont pas amovibles, contrairement aux quatre du milieu, amovibles deux par deux en rotation. L'objectif est, en faisant passer les billes d'un étage à l'autre et en les stockant dans les étages du haut et du bas (trois emplacements chaque), de les trier par couleurs dans le sens de la hauteur jusqu'à avoir les 5 colonnes chacune avec des billes de la même couleur. 
Le nom, Ten Billion, fait référence au nombre important de possibilités de configuration des billes.
Une nouvelle version de ce casse-tête sort pour les membres du club Nintendo en 2007, en forme d'étoile,.

## Apparitions
Le Ten Billion apparaît dans quelques jeux édités par Nintendo, notamment The Legend of Zelda : Majora's Mask 3D sur Nintendo 3DS.